# Litiowodginite
La litiowodginite è un minerale con formula chimica LiTa3O8; deve il suo nome al suo contenuto di litio e alla sua relazione con la wodginite. L'ottava versione della classificazione Nickel-Strunz la classificava 4.D.17-20, mentre la decima versione la sposta nel gruppo 4.DB.40, mentre secondo la classificazione Dana, appartiene al gruppo 8.1.8.4.

## Abito cristallino
La struttura cristallina è monoclina con gruppo spaziale C2/c (gruppo n°15) con costanti di reticolo a = 9,441(3) Å, b = 11,516(4) Å, c = 5,062(2) Å. Sulla scala di Mohs ha una durezza pari a 6,5 e possiede una lucentezza adamantina.

## Origine e giacitura
La litiowodginite si forma nelle zone ricche di albite nelle pegmatiti granitiche. È stata scoperta nel deposito di tantalio di Ognevka (Kazakistan). È stata trovata anche in due luoghi più vicini al suo sito di scoperta, la miniera di Manono (provincia del Katanga, Repubblica Democratica del Congo) e la miniera di Tanco nel lago Bernic (Manitoba, Canada).
Di solito viene trovato associato ad altri minerali come wodginite, ixiolite, irtyshite e simpsonite.

## Forma in cui si presenta in natura
La litiowodginite si presenta di colore rosa scuro o rosso.